# بيير بيتيغرو
بيير بيتيغرو (بالإنجليزية: Pierre Pettigrew)‏ (و. 1951  م) هو سياسي، ودبلوماسي كندي، ولد في مدينة كيبك، هو عضوٌ في الحزب الليبرالي الكندي.

## مناصب
تولى منصب
- وزير الشؤون الخارجية لكندا 20 يوليو 2004–5 فبراير 2006
- Minister responsible for Official Languages (Canada) [الإنجليزية]‏ 12 ديسمبر 2003–19 يوليو 2004
- وزير الشؤون الحكومية الدولية  [لغات أخرى]‏في 27th Canadian Ministry [الإنجليزية]‏ 12 ديسمبر 2003–19 يوليو 2004
- وزير الصحة  [لغات أخرى]‏ 12 ديسمبر 2003–19 يوليو 2004
- وزير التجارة الدولية  [لغات أخرى]‏ 3 أغسطس 1999–11 ديسمبر 2003
- Minister of Human Resources Development [الإنجليزية]‏ 4 أكتوبر 1996–2 أغسطس 1999
- Minister responsible for La Francophonie (Canada) [الإنجليزية]‏ 25 يناير 1996–3 أكتوبر 1996
- وزير التنمية الدولية [الإنجليزية]‏ 25 يناير 1996–3 أكتوبر 1996
- عضو مجلس العموم الكندي
- عضو مجلس العموم الكندي
- عضو مجلس العموم الكندي

.

## التعليم
تعلم في كلية باليول بجامعة أوكسفورد، وتعلم في جامعة كيبيك في تروا ريفيير، وتعلم في جامعة ورك، وتعلم في St. Charles Garnier College ‏
.